# Parafia Matki Bożej Nieustającej Pomocy w Żarkach-Letnisku
Parafia Matki Bożej Nieustającej Pomocy w Żarkach-Letnisku – parafia rzymskokatolicka, znajdująca się w archidiecezji częstochowskiej, w dekanacie żareckim. 

## Proboszczowie parafii
- ks. Aleksander Cugowski (1957−1959)[2]
- ks. Henryk Bąbiński (1959−1960)[2]
- ks. Mieczysław Szostek (1960−1968)[2]
- ks. Marian Ignacy Dewudzki (1968−2008)[2]
- ks. Maciej Andrzej Klekowski (od 2008)[2]